# Andrzej Przypkowski
Andrzej Przypkowski (ur. 9 lipca 1930 w Wołominie, zm. 27 listopada 2013 w Piasecznie) – polski pisarz i publicysta. Współzałożyciel Klubu Marynistów Polskich. Członek Rady Krajowej PRON w 1983 roku. Zajmował się głównie gatunkiem fikcji politycznej. W latach 1988–1990 członek Rady Ochrony Pamięci Walk i Męczeństwa.
Według materiałów zgromadzonych w archiwum Instytutu Pamięci Narodowej był w latach 1953–1975 zarejestrowany jako tajny współpracownik Służby Bezpieczeństwa o pseudonimie „Andrzej”.

## Twórczość
- Książki
  - Arena
  - Gdy wrócisz do Montpellier
  - Gdzieś we Francji
  - Jak mewy
  - Księżyc nad Sierra Leone
  - Miraż
  - Nie ma jutra w Saint Nazaire
  - Palm City
  - Taniec marihuany
  - Victoria
  - Bursztyn się jarzy
  - Opętani
- Scenariusz filmowy:
  - Zerwane cumy 1979